# Práče
Práče är en ort i Tjeckien.   Den ligger i regionen Södra Mähren, i den sydöstra delen av landet, 190 km sydost om huvudstaden Prag. Práče ligger 207 meter över havet och antalet invånare är 798.
Terrängen runt Práče är platt. Runt Práče är det ganska glesbefolkat, med 42 invånare per kvadratkilometer. Närmaste större samhälle är Znojmo, 11,4 km väster om Práče. Trakten runt Práče består till största delen av jordbruksmark.